# Supercupa României 2002
Supercupa României 2002 a fost cea de-a 6-a ediție a Supercupei. Meciul le-a opus pe Dinamo București, câștigătoarea campionatului în sezonul 2001-02, și pe Rapid București, câștigătoarea Cupei României în sezonul 2001-02. Meciul s-a disputat pe 10 augsut 2002 pe Stadionul Național din București și a fost câștigat de Rapid cu scorul de 2-1.

## Detaliile meciului
| 10 august 2002 21:00 EEST | Dinamo București | 1 – 2    | Rapid București     | Stadionul Național, București Spectatori: 10.000 Arbitru: Alexandru Tudor, București |
| 10 august 2002 21:00 EEST | Munteanu 40'     | (Raport) | Bratu 18' Perjă 71' | Stadionul Național, București Spectatori: 10.000 Arbitru: Alexandru Tudor, București |

| Dinamo București | Rapid București |

| DINAMO BUCUREȘTI: |    |                     |     |     |
|                   |    |                     |     |     |
| P                 | –– | Cristian Munteanu   |     |     |
| F                 | –– | Giani Kiriță        | 34' |     |
| F                 | –– | Ciprian Danciu      | 37' | 88' |
| F                 | –– | Bogdan Onuț         | 91' |     |
| F                 | –– | Mugur Bolohan       | 43' | 85' |
| M                 | –– | Florentin Petre (c) |     |     |
| M                 | –– | Dan Alexa           |     |     |
| M                 | –– | Vlad Munteanu       |     | 63' |
| M                 | –– | Cornel Frăsineanu   |     |     |
| A                 | –– | Cosmin Bărcăuan     |     |     |
| A                 | –– | Ionel Dănciulescu   |     |     |
| Rezerve:          |    |                     |     |     |
| MF                | –– | Florin Pârvu        |     | 88' |
| DF                | –– | Flavius Stoican     |     | 85' |
| MF                | –– | Iulian Tameș        |     | 63' |
| Antrenor:         |    |                     |     |     |
| Cornel Țălnar     |    |                     |     |     |

| RAPID BUCUREȘTI: |    |                           |     |     |
|                  |    |                           |     |     |
| P                | –– | Emilian Dolha             |     |     |
| F                | –– | Dănuț Perjă               |     |     |
| F                | –– | Vasile Maftei             |     |     |
| F                | –– | Florin Șoavă              |     |     |
| F                | –– | Ion Voicu                 | 29' | 52' |
| M                | –– | Ioan Sabău                |     |     |
| M                | –– | Constantin Schumacher (c) |     |     |
| M                | –– | Emmanuel Godfroid         |     |     |
| M                | –– | Răzvan Raț                |     |     |
| A                | –– | Florin Bratu              |     | 70' |
| A                | –– | Daniel Niculae            |     | 92' |
| Rezerve:         |    |                           |     |     |
| F                | –– | Cornel Buta               | 59' | 52' |
| M                | –– | Nicolae Grigore           |     | 92' |
| A                | –– | Robert Niță               |     | 70' |
| Antrenor:        |    |                           |     |     |
| Mircea Rednic    |    |                           |     |     |

| Oficialii meciului - Arbitri asistenți: - Tudor Constantinescu - Cristian Nica (Ploiești) - Al patrulea arbitru: Jucătorul meciului | Reguli - 90 minute - 30 minute de prelungire (două reprize de 15 minute) - Lovituri de departajare dacă scorul este egal după 120 de minute - Șapte jucători pe banca de rezervă - Maxim trei înlocuiri |